# Handling Ships
Pour plus de détails, voir Fiche technique et Distribution.
Handling Ships est un film d'animation réalisé par Allan Crick et John Halas tourné au Royaume-Uni et sorti 1945.
Commandité par l'Admiralty, l'équivalent de l'état-major de la marine française, ce film à visée didactique n'a pas été projeté en salles et n'était pas destiné à l'être. Apparemment satisfait de cet outil de formation, l'Amirauté demandera la réalisation d'une suite, Submarine Control.
Handling Ships est le premier long métrage d'animation britannique en Technicolor. 
C'est seulement en 1954 que John Halas et son épouse Joy Batchelor aborderont le long métrage d'animation de fiction, avec La Ferme des animaux, d'après George Orwell.

## Synopsis
Ainsi que son titre le suggère, ce film pédagogique est un guide de navigation très précis. Les manœuvres les plus complexes sont expliquées et mises en scène à l'aide de schémas et de maquettes en trois dimensions.

## Fiche technique
- Titre : Handling Ships
- Réalisation : John Halas et Alan Crick
- Scénario : Alan Crick
- Musique : Ernst Hermann Meyer
- Production : Halas and Batchelor Cartoon Films et The Admiralty (Ministère de la Marine)
- Pays d’origine :  Royaume-Uni
- Couleurs : Technicolor
- Genre : Documentaire
- Durée : 70 minutes
- Dates de sortie : 
  -  Royaume-Uni : 22 juin 1945